# Sankt Sørens kilde
Sankt Sørens kilde i Rye Sønderskov lige nordvest for Gammel Rye var en helligkilde der havde ry for at have udvirket en del mirakler gennem tiden. Kilden som valfartsmål kendes tidligst fra en skriftlig kilde fra 1405, hvor rigsråd Jens Nielsen Løvenbalk udstedte et brev på, at sende folk på pilgrimsfærd bl.a. til Rye, som bod for et drab. Den præcise placering af den middelalderlige kilde er ikke sikker, da bakkerne omkring Gl. Rye er rige på kildefremspring, og en af disse er i dag lagt i rør og betjener turister som Skt. Sørens Kilde, og stedet med stedet er fredet som kulturarv. Vest for anlægget en opretstående kampesten med indskriften KILDENS VÆLD/VED BAKKENS FOD/VIET TIL SCT SØRENS ÆRE/SYGE SOM MAN/DID MON BÆRE/DRAK SOM VAND/AF LIVETS FLOD.
I 1400-tallet øges pilgrimsstrømmen til kilden og hermed skabes kommercielle muligheder for landsbyen, Sankt Sørens Kirke og Øm Kloster, der ejede Gl. Rye. Kildemarkeder opstod tre gange årligt på følgende dage: 1. maj (Valborgsdag), 14. september (Korsets ophøjelse) og 23. oktober (St. Sørens dag). 

## Sankt Søren
Sankt Søren eller Skt. Severin, som han også kaldes, var ifølge en af flere legender en bondedreng, der fik en vision, mens han pløjede familiens mark ved Gl. Rye. Han drog på pilgrimsfærd og endte med at blive biskop i Køln i Tyskland. En anden legende omtaler Skt. Søren som biskop Severin af Bordeaux i Frankrig. At en biskop med navnet Severin blev begravet i Køln ca. år 300 synes dog at være sikkert, og herfra kom i 1100-1200-tallet hans r til Norden.
Hvorfor kilden fik navn efter den hellige biskop, vides ikke, men sikkert er, at tusindvis af mennesker i middelalderen valfartede til helligkilden, der havde ry for at kunne helbrede især øjensygdomme. Kildens ry strakte sig langt ud over Gl. Rye sogns grænser, og landsbyens placering på en ældgammel rute, der krydser de komplicerede vandskel ved Faldgårde og gik videre mod vest mod det vigtige valfartsmål ved Karup, har helt sikkert spillet en betydelig rolle for Gl. Ryes udvikling og kildens betydning.